# Provinziallandtagswahl in Brandenburg 1929
- KPD: 9
- SPD: 34
- BdM: 4
- WP: 8
- DVP: 6
- DNVP: 29
- NSDAP: 6

Die Provinziallandtagswahl in Brandenburg 1929 fand am 17. November 1929 statt. Sie fand zeitgleich mit den landesweiten Provonziallandtagswahlen in Berlin, der Grenzmark Posen-Westpreußen, in Hannover, in Hessen-Nassau, in den Hohenzollernschen Landen, in Niederschlesien, in Oberschlesien, in Ostpreußen, in Rheinprovinz, in der Provinz Sachsen, in Schleswig-Holstein und in Westfalen statt.
Die Deutschnationale Volkspartei (DNVP) wurde von der Sozialdemokratischen Partei Deutschlands (SPD) als stimmenstärkste Partei abgelöst, während die Kommunistische Partei Deutschlands (KPD) den dritten Platz verteidigen konnte. Die politische Mitte bestehend aus Wirtschaftspartei (WP), Deutsche Volkspartei (DVP) und der der „Block der Mitte“ (Zusammenschluss aus DDP und Zentrumspartei) blieb stabil, konnte jedoch keine großen Gewinne verzeichnen. Der Nationalsozialistischen Deutschen Arbeiterpartei (NSDAP) gelang der erstmalige Einzug in das Parlament.

## Ergebnis
| Partei (Kürzel)            | Partei (Kürzel)                                        | Ergebnis  | Ergebnis | Ergebnis | Sitze  | Sitze |
| Partei (Kürzel)            | Partei (Kürzel)                                        | Stimmen   | %        | +/−      | Anzahl | +/−   |
| -------------------------- | ------------------------------------------------------ | --------- | -------- | -------- | ------ | ----- |
|                            | SPD                                                    | 442.328   | 34,8     | + 9,8    | 34     | + 2   |
|                            | Brandenburgische Heimatliste für Stadt und Land (DNVP) | 374.723   | 29,4     | – 2,3    | 29     | + 1   |
|                            | KPD                                                    | 111.615   | 8,8      | – 0,4    | 9      | ± 0   |
|                            | WP                                                     | 118.879   | 5,7      | + 1,9    | 8      | + 3   |
|                            | DVP                                                    | 80.761    | 6,3      | – 0,7    | 6      | ± 0   |
|                            | NSDAP                                                  | 70.852    | 5,6      | + 5,2    | 6      | + 6   |
|                            | Block der Mitte (DDP und Zentrumspartei)               | 55.356    | 4,3      | – 1,0    | 4      | – 2   |
|                            | BVgg                                                   | 14.678    | 1,2      | –        | 0      | –     |
|                            | VRP                                                    | 11.967    | 0,9      | –        | 0      | –     |
|                            | Mieterliste                                            | 7.588     | 0,6      | –        | 0      | –     |
|                            | LKL                                                    | 3.585     | 0,3      | –        | 0      | –     |
|                            | Klein- und Mittelbesitzer                              | 1.364     | 0,1      | –        | 0      | –     |
|                            | Mieterbewegung                                         | 1.259     | 0,1      | –        | 0      | –     |
|                            | Sonstige                                               | –         | –        | –        | –      | –     |
| Gültige Stimmen            | Gültige Stimmen                                        | 1.272.777 | 100,0    |          | 96     | – 1   |
| Ungültige Stimmen          |                                                        |           |          |          |        |       |
| Wähler und Wahlbeteiligung |                                                        |           |          |          |        |       |
| Wahlberechtigte            | Wahlberechtigte                                        |           | 100,0    |          |        |       |